# Taraxacum valens
Taraxacum valens — вид квіткових рослин з родини айстрових (Asteraceae). Ареал: Данія, Фінляндія, Німеччина, північний захід європейської Росії; натуралізований у Великій Британії; це багаторічна рослина помірних біомів.